# End of the Century: The Story of the Ramones
End of the Century: The Story of the Ramones é um filme documentário estadunidense de 2003, dirigido e produzido por Jim Fields.

## Sinopse
O filme segue a história da banda dos Ramones, uma das bandas mais influentes do mundo punk, durante 22 anos de turnês, desde o começo no famoso ponto underground de Nova Iorque, o CBGB, até a sua premiação no Rock and Roll Hall of Fame.

## Crítica
O filme foi bem aceito por críticos e, principalmente, por fãs, recebendo 95% no Rotten Tomatoes. O documentário foi indicado ao Grammy em 2006, na categoria de melhor vídeo musical de longa metragem.

## DVD
O documentário sobre a banda foi lançado em DVD no dia 9 de agosto de 2005 e inclui comentários de Dee Dee Ramone, Johnny Ramone, Joey Ramone, Marky Ramone, C.J. Ramone, Tommy Ramone, Richie Ramone, Elvis Ramone e outros.